# Mysidia inquinata
Mysidia inquinata är en insektsart som beskrevs av Broomfield 1985. Mysidia inquinata ingår i släktet Mysidia och familjen Derbidae. Inga underarter finns listade i Catalogue of Life.